# Chiaramonte

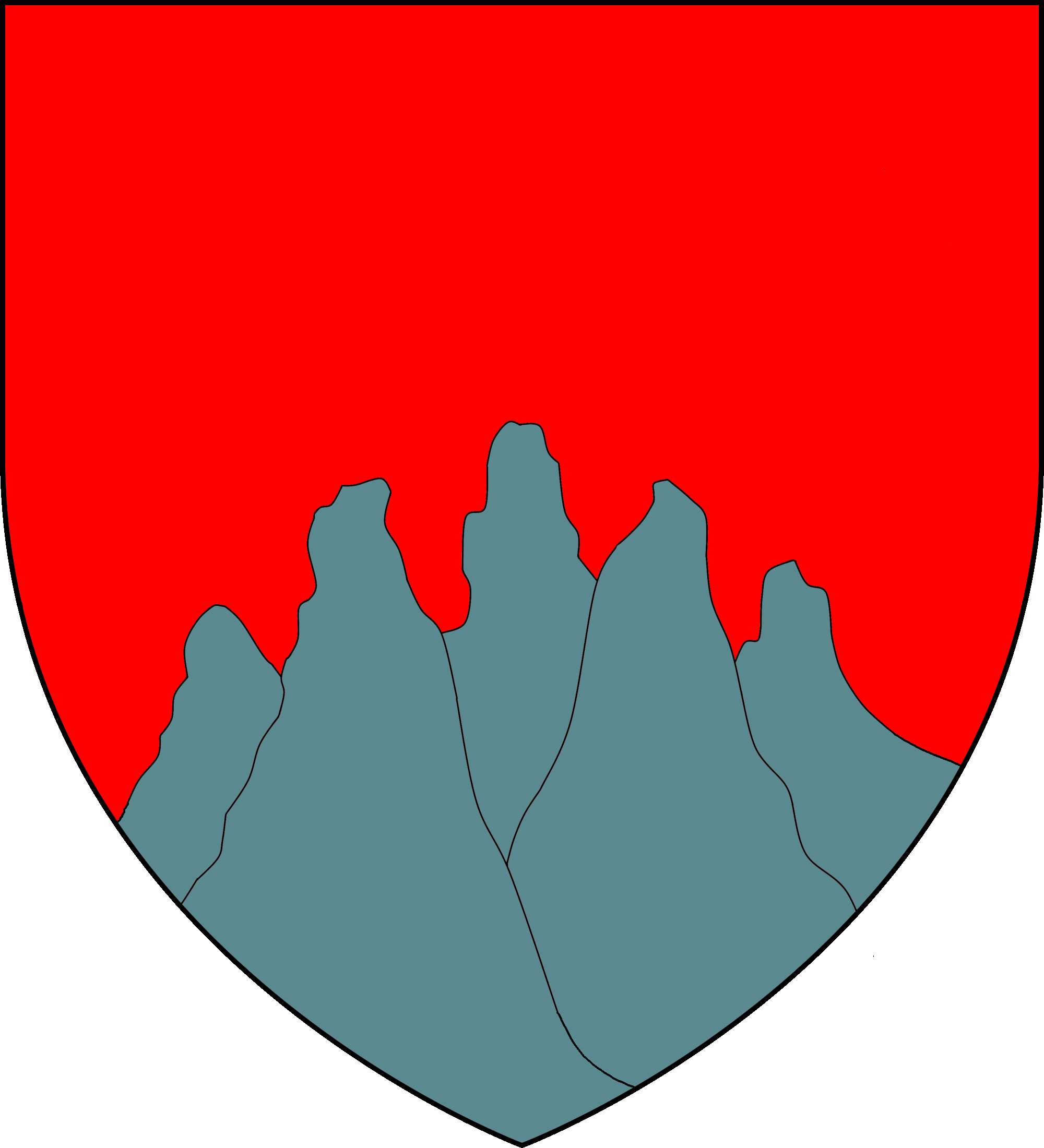
Wappen der Chiaramonte

Die Chiaramonte waren im Mittelalter eine der bedeutendsten Adelsfamilien auf Sizilien.
Die Familie stammt aus Clermont (Picardie; deswegen Chiaramonte = clair mont) in Frankreich und war mit den Normannen im Jahre 1060 nach Sizilien gekommen, um die Insel zu erobern (Normannische Eroberung Süditaliens).
Mit der Vertreibung der Anjou nach der Sizilianischen Vesper von 1282 durch die Staufer-Erben Aragon bildeten sich auf Sizilien zwei Machtblöcke. Die von König Ludwig I. von Neapel aus dem Hause Anjou unterstützten Lateiner wurden von den Familien Chiaramonte und Palizzi angeführt, während die erst kürzlich eingewanderten Familien Alagona, aus Alagón (Saragossa) stammend, Moncada (aus Katalonien), Ventimiglia (aus Ligurien), die Staufer-Vettern Lancia sowie die Peralta die Ansprüche der Krone Aragon unterstützten. Diese Kämpfe zwischen den adligen Familien führten im 14. Jahrhundert zur Errichtung zahlreicher stark befestigter Burgen auf ganz Sizilien.
Die wichtige Zeit der Familie begann mit der Schenkung der Grafschaft Modica durch den aragonesischen König Friedrich III. am Tage seiner Krönung 1296. Nach dem Tod Königs Friedrich III. war Manfred III. Chiaramonte einer der vier Vikare, die stellvertretend für Friedrichs noch minderjährige Tochter Maria Sizilien regierten. Er strebte jedoch selbst die Königswürde an.
Aus dem 13. Jahrhundert ist ein gotisches Haus der Chiaramonte in der Altstadt von Syrakus erhalten. Im 14. Jahrhundert errichtete die Familie bedeutende Paläste auf Sizilien, deren eigentümliche gotische Bauformen die Bezeichnung Chiaramontestil erhalten haben.
Die Geschichte der Familie Chiaramonte endete am 1. Juni 1392, als Martin I. von Sizilien, der 1389 Maria geheiratet hatte, Andrea Chiaramonte, den letzten Spross der Familie, auf der Piazza Marina vor dem Palazzo Chiaramonte in Palermo hinrichten ließ, weil er sich seinem Anspruch auf den Königstitel Siziliens widersetzt hatte.

## Baudenkmäler der Familie Chiaramonte
Die folgenden Schlösser und Paläste gehen auf das Haus Chiaramonte zurück:

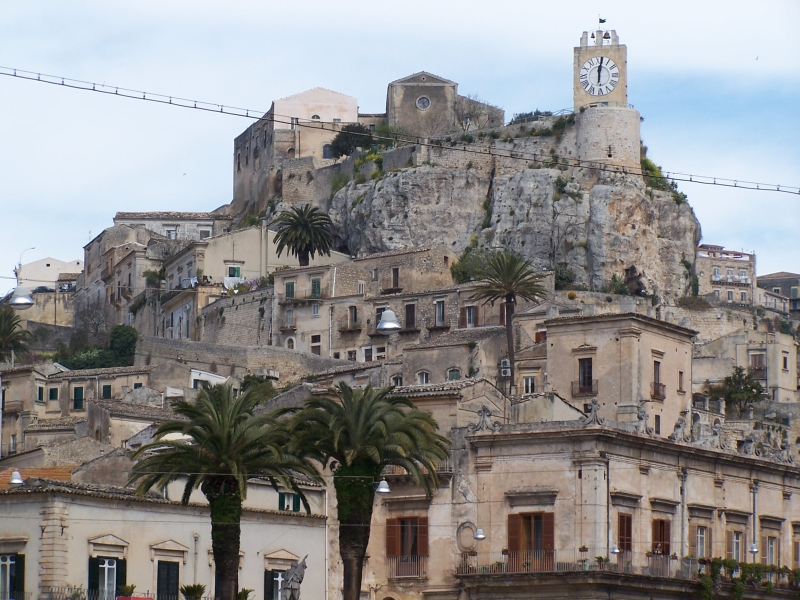
Castello in Modica
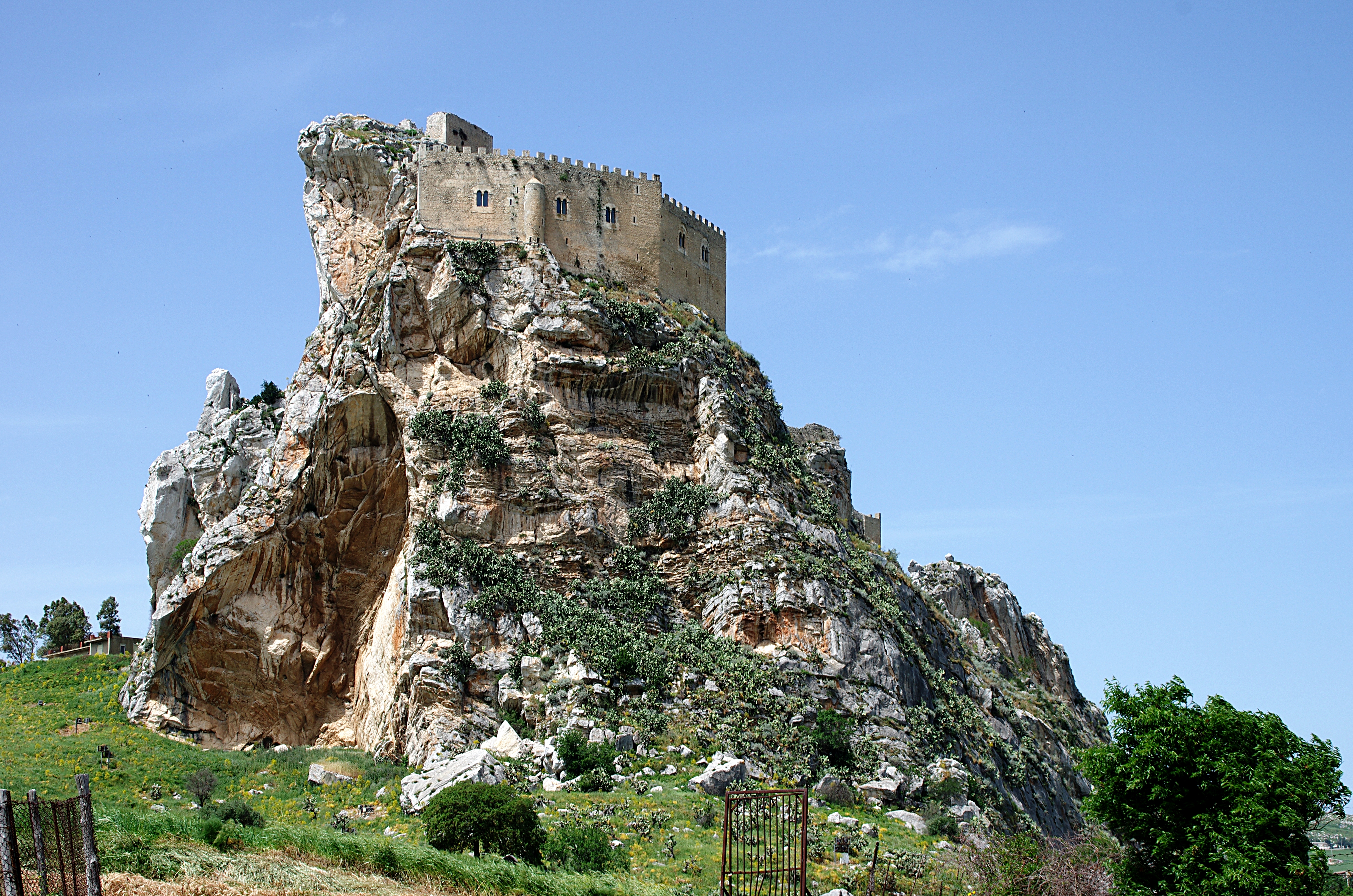
Castello Mussomeli, erbaut 1370 von Manfredi III. Chiaramonte
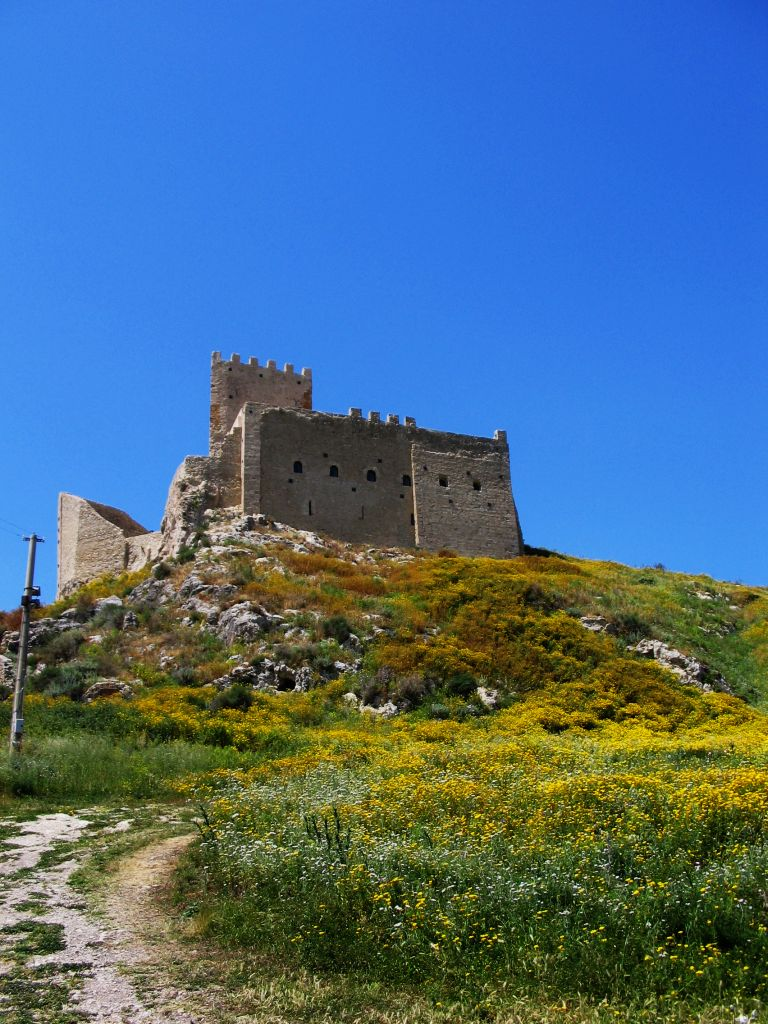
Castello Montechiaro bei Palma di Montechiaro
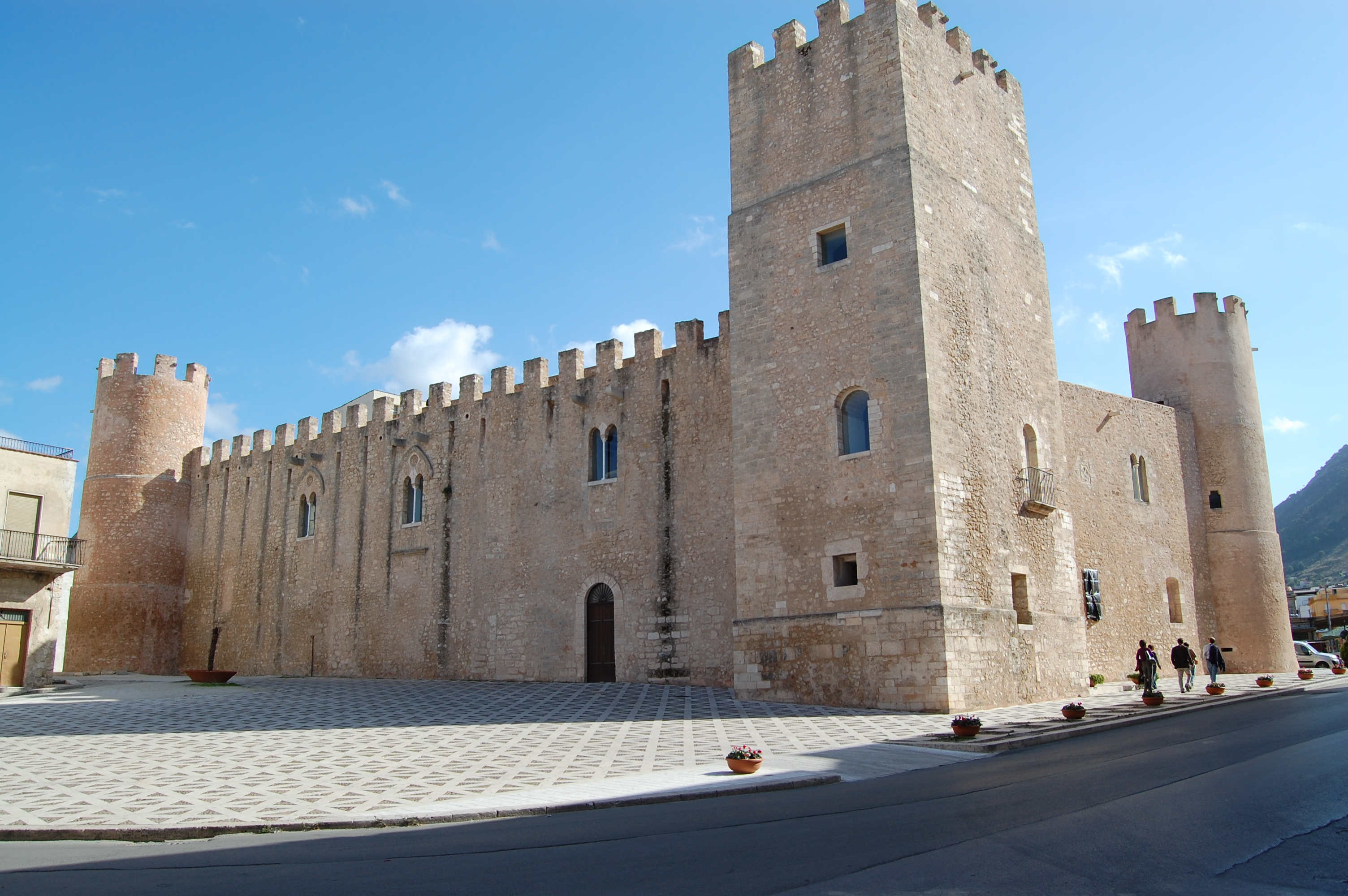
Castello di Alcamo (1350 von Enrico und Federico Chiaramonte errichtet)
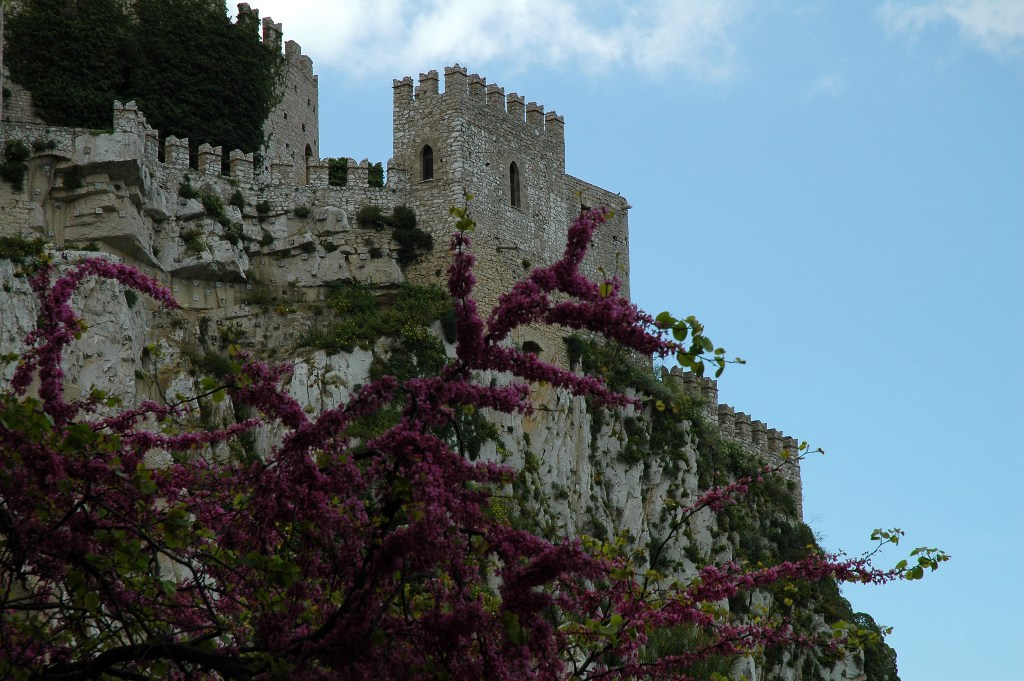
Castello di Caccamo
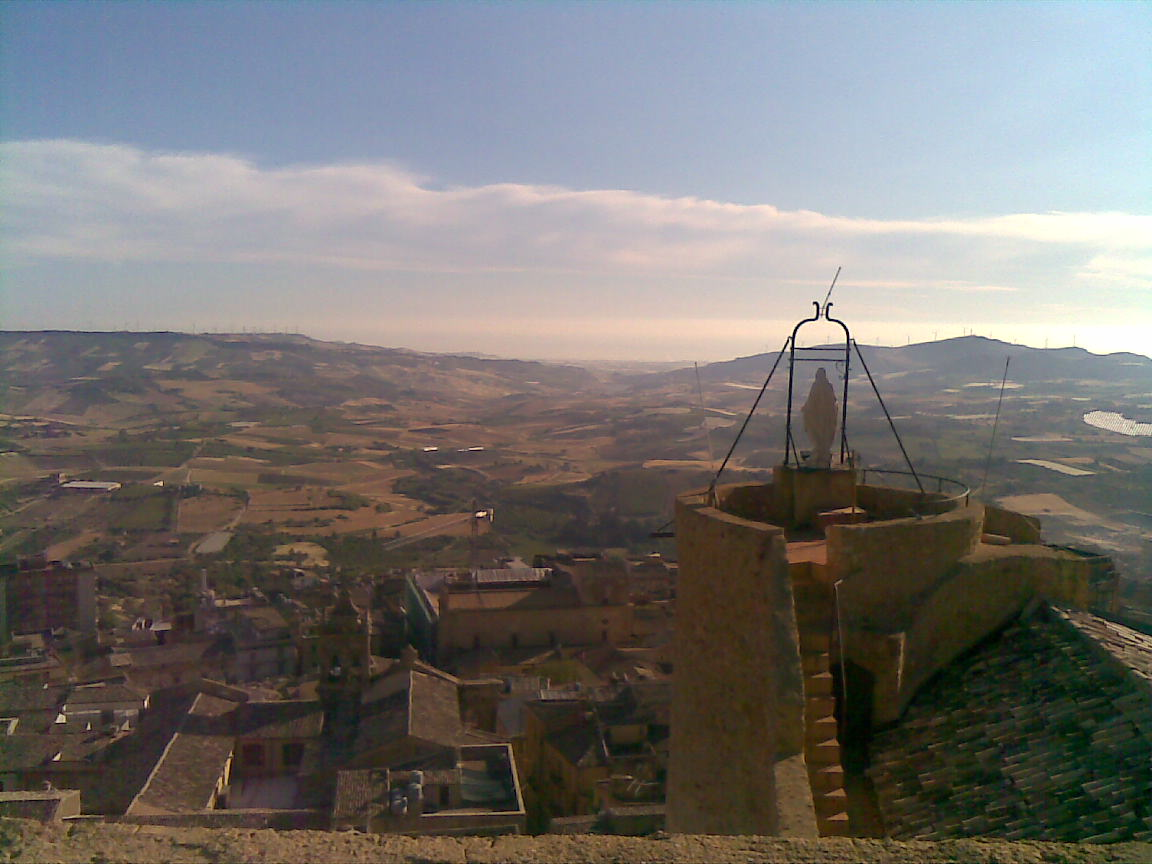
Blick vom Castello di Naro
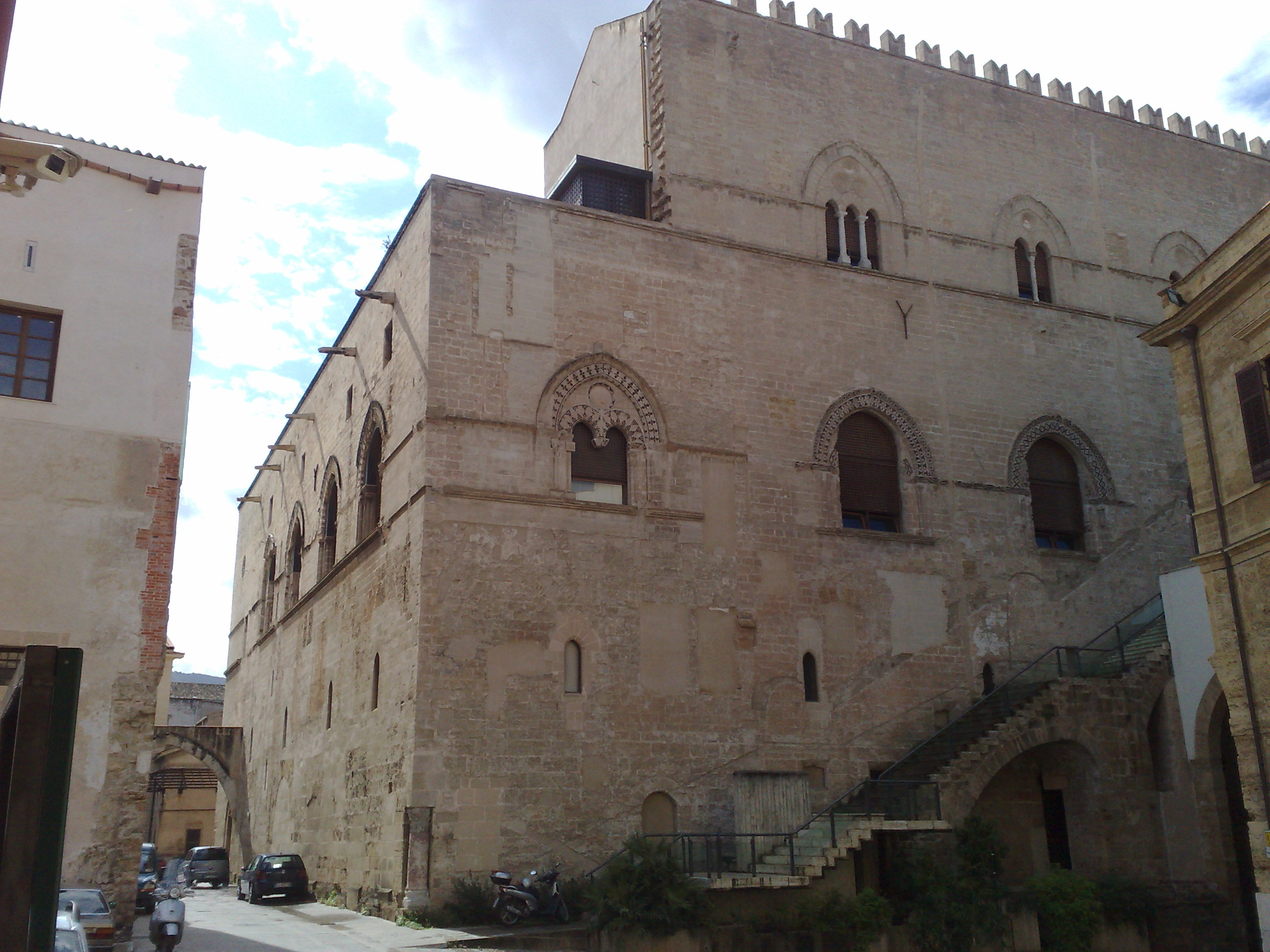
Palazzo Chiaramonte in Palermo
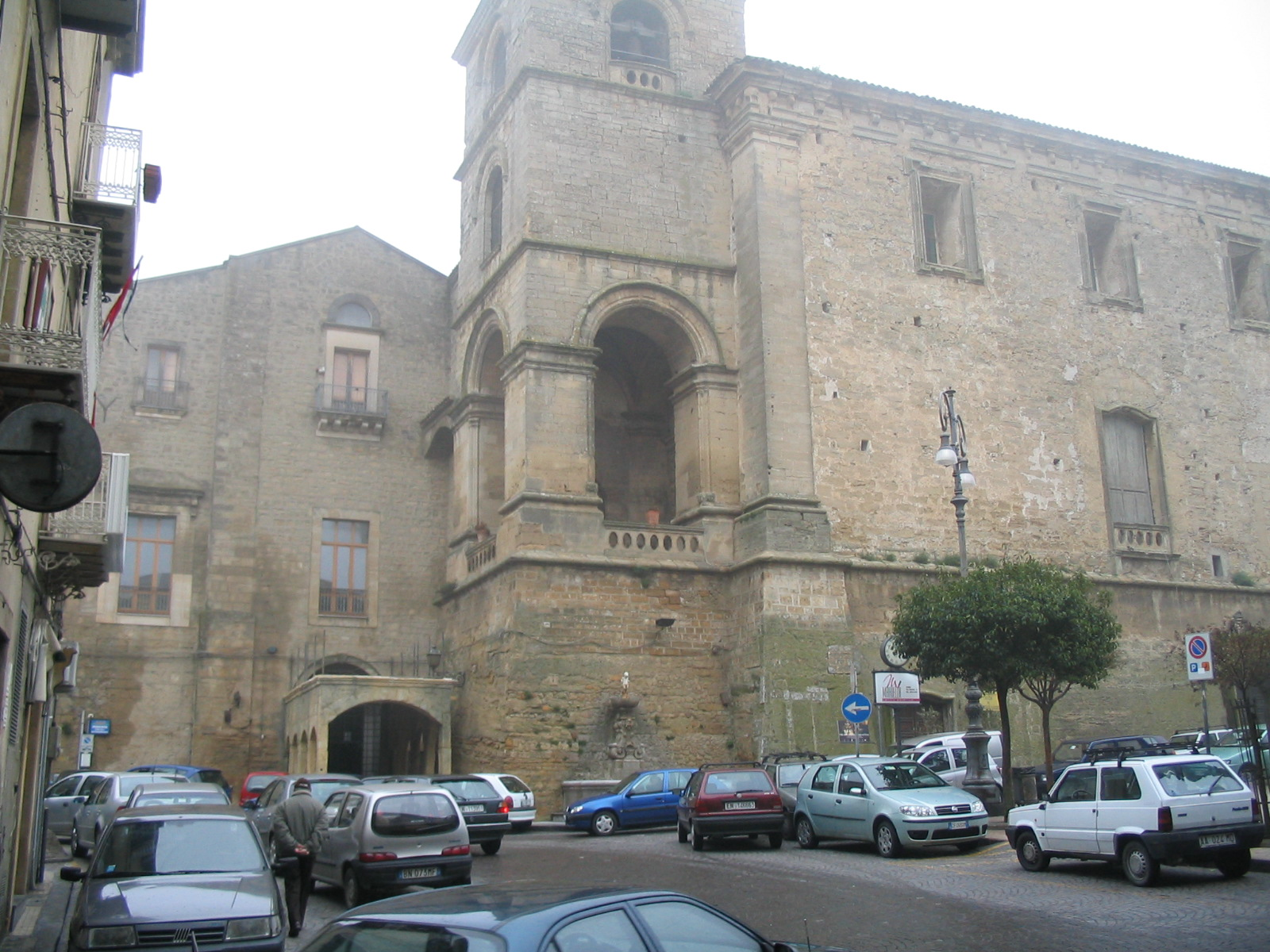
Palazzo Chiaramonte in Enna
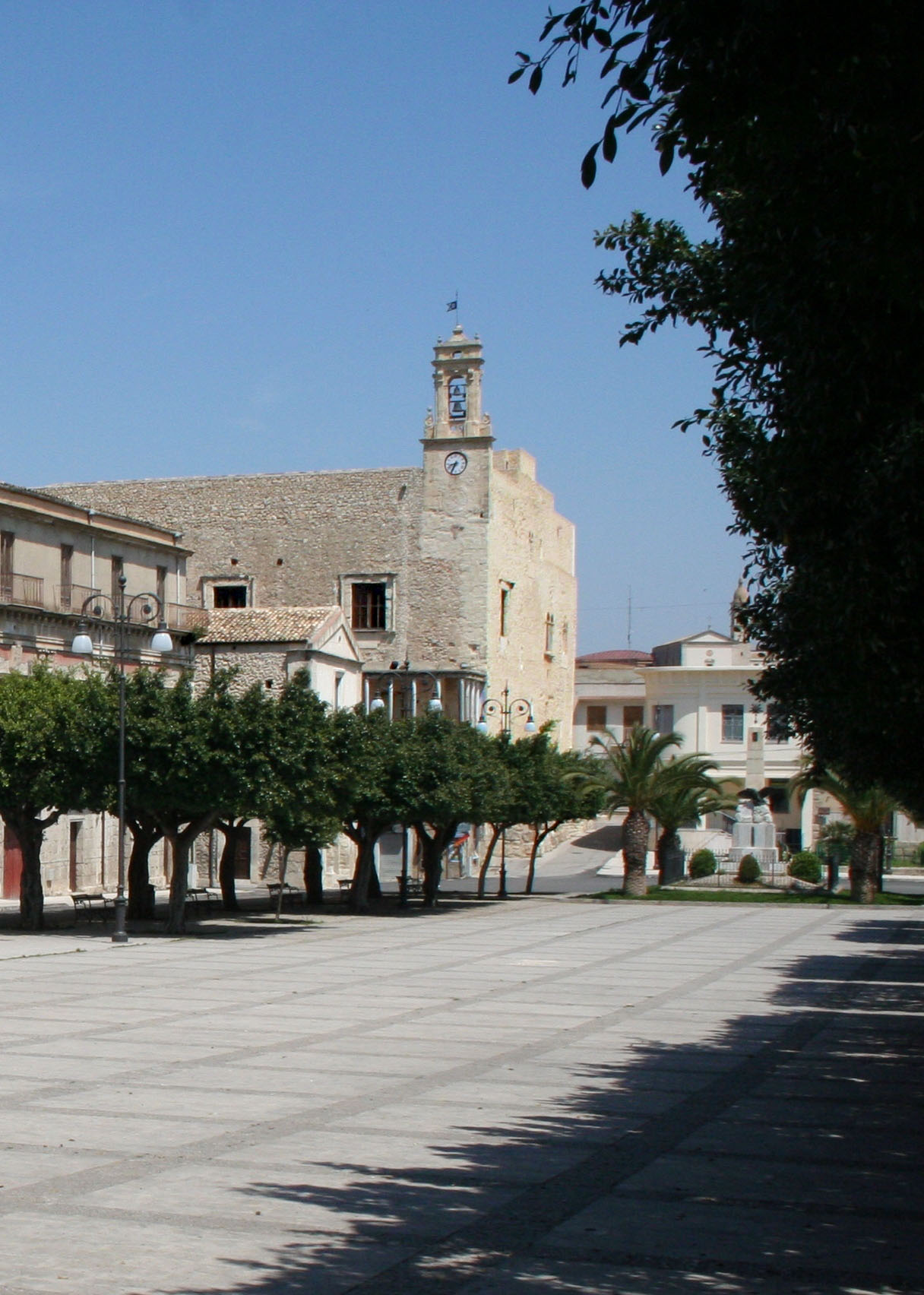
Castello Chiaramonte in Favara